# River Greta (Lune)
Der River Greta ist ein kleiner Fluss in North Yorkshire und Lancashire, England. Der Greta entsteht aus dem Zusammenfluss des River Twiss und des River Doe in Ingleton.
Der Fluss fließt in westlicher Richtung durch ein als Lonsdale bekanntes Gebiet, am südlichen Rand des Ortes Burton-in-Lonsdale vorbei und mündet westlich von Thurland Castle in den River Lune.